# Marcus Schmickler
Marcus Schmickler, né le 15 novembre 1968 à Cologne, est un producteur et musicien allemand. Il est mieux connu pour son projet appelé Pluramon.

## Biographie
Schmickler est né en novembre 1968 d'un père commerçant et d'une mère boulangère à Cologne. Peu après, sa famille emménage à Kuerten où il apprend à connaitre la musique de Karlheinz Stockhausen. En 1991, après des années passées à Londres, il commence à prendre des cours de musique à Cologne et devient membre du collectif local Kontakta. En 1992, il publie sa première sortie solo au label français Odd Size. En 1995, il initie le disquaire A-Musik et le collectif de DJ, Brüsseler-Platz-10a-Musik, avec Georg Odijk et Jan St. Werner (Mouse on Mars).
Depuis 1995, il composera des bandes-son de films, de pièces de théâtre et pour la radio. En 1996. il produit l'un des premiers albums de post-rock pleinement numériques sous le nom de Pluramon au label français Mille Plateaux. Après un concert à Cologne, en 1998, il devient membre d'un ensemble de 12 membres appelé MIMEO (Music in Movement Electronic Orchestra). En 1999, ils termine ses études dans la musique électronique avec Hans Ulrich Humpert, et la composition avec Johannes Fritsch avec une thèse sur Gottfried Michael Koenig.
En 2000, il rejoint Thomas Lehn sur le CD Bart, qu'il considère comme l'une des meilleures performances synth-improv jamais faites. En septembre 2001, il enregistre l'album Dreams Top Rock de Pluramon avec Julee Cruise, et tourne en Amérique du Sud (Argentine, Bolivie, Brésil, Colombie, Pérou, Venezuela) à l'initiative du Goethe-Institut en 2003. En 2004, il s'attaque à d'autres projets avec notamment Felix Ensslin. En 2009, il compose Bonn Patternizationon.
Marcus Schmickler compte plusieurs prix et honneurs tels de la part de l'Ars Electronica de la Rhénanie-du-Nord-Westphalie, de l'Académie des arts de Berlin, et du ZKM. Il fait aussi partie du jury du Deutscher Musikrat. Auteur, il a écrit plusieurs articles sur divers sujets dans le champ de la musique électronique,.

## Discographie

### Albums studio
- 1993 : Onea Gako (Odd Size)
- 1996 : Wabi Sabi (a-Musik)
- 1999 : Sator Rotas (a-Musik)
- 2001 : Param (a-Musik)
- 2005 : DEMOS for Choir (a-Musik)
- 2007 : Altars of Science (Editions Mego)
- 2010 : Palace of Marvels (Queered Pitch) (Editions Mego)
- 2011 : Rule of Inference (a-Musik)
- 2011 : Bari Workshop (Presto?!)

### Sous Pluramon
- 1996 : Pickup Canyon (Mille Plateaux)
- 1998 : Render Bandits (Mille Plateaux)
- 2000 : Bitsand Riders (Mille Plateaux)
- 2003 : Dreams Top Rock (Karaoke Kalk)
- 2007 : The Monstrous Surplus (Karaoke Kalk)

### Collaborations
- Wigry, Bolt Records, 2010
- Sight, Cathnor, 2008
- Lifting Concrete Lightly, Serpentine Gallery, 2004
- The Hands of Caravaggio, Erstwhile Records, 2001
- Electric Table & Chair, Grob, 2000
- Marcus Schmickler/Julian Rohrhuber "Politiken der Frequenz", Tochnit Aleph/Editions Mego, 2014
- Thomas Lehn / Marcus Schmickler – Live Double Séance [Antaa Kalojen Uida], Editions Mego, 2011
- Schmickler/Gratkowski/Nabatov Deployment, Leo Records, 2010
- Marcus Schmickler/Thomas Lehn Navigation im Hypertext, a-Musik, 2008
- Marcus Schmickler/Thomas Lehn Kölner Kranz, a-Musik, 2008
- R/S One (snow mud rain), Erstwhile Records, 2007
- Marcus Schmickler avec Hayden Chisholm - Amazing Daze, Häpna, 2007
- Marc Ushmi Doshhammer Mixes (ohne Label), 2007
- Claudio Bohórquez, Solo and Acompaniment, Aulos, 2006
- Marcus Schmickler / John Tilbury Variety, a-Musik, 2005
- Schmickler/Lehn/Rowe/Nakamura Untitled, Erstwhile Records, 2004
- Schmickler/Lehn Amplify Balance 7 CD Box, Erstwhile Records, 2004
- Marcus Schmickler / Thomas Lehn / Keith Rowe Rabbit Run, Erstwhile Records, 2003
- Marc Ushmi / Reverend Galloway Mein Kopf verlor ein Dach Whatness, 2003
- Soundcultures, Suhrkamp, 2003
- Marc Ushmi / Thomas Brinkmann - Chevrolet Corvette Max Ernst, 2001
- Marcus Schmickler / Thomas Lehn Bart, Erstwhile Records, 2000
- [r| Iso | Chal], Mego, 2000
- 2:3 Oswald Wiener zum 65. Geburtstag, Supposé, 2000
- Prix Ars Electronica Cyber Arts 2000 Ars Electronica Center, 2000
- Brüsseler Platz-10a-Musik Wittener Tage für Neue Kammermusik, WDR, 1998
- Brüsseler Platz-10a-Musik sT, Sieben, 1997
- Frequencies [Hz] Hatje Cantz, 1997
- Brüsseler Platz-10a-Musik / Agentur Bilwet 1000 Fehler, Supposé, 1996
- Pol Baby I Will Make You Sweat Odd Size, 1995
- Pol Transomuba, Odd Size, 1994
- Kontakta s/T, Odd Size, 1992